# Miami Open (Grand Prix)
Il Miami Open è stato un torneo di tennis riservato ai tennisti uomini giocato tra il 1968 e il 1978 a Miami negli Stati Uniti su campi in sintetico indoor. Le prime edizioni erano parte del circuito WCT, mentre quelle del 1977 e 1978 furono inserite nel circuito Grand Prix. Era uno dei nove tornei delle Championships Series, la cui importanza veniva subito dopo quella delle prove del Grande Slam.

## Albo d'oro

### Singolare
| Anno      | Vincitore      | Finalista      | Punteggio               |
| --------- | -------------- | -------------- | ----------------------- |
| 1968      | Butch Buchholz | Tony Roche     | 31–22, 31–26            |
| 1969      | Tony Roche     | Rod Laver      | 6–3, 9–7, 6–4           |
| 1970      | Ken Rosewall   | Andrés Gimeno  | 3–6, 6–2, 3–6, 7–6, 6–3 |
| 1971      | Cliff Drysdale | Rod Laver      | 6–2, 6–4, 3–6, 6–4      |
| 1972      | Ken Rosewall   | Cliff Drysdale | 3–6, 6–2, 6–4           |
| 1973      | Rod Laver      | Dick Stockton  | 7–6, 6–3, 7–5           |
| 1974      | Cliff Drysdale | Tom Gorman     | 6–4, 7–5                |
| 1975-1976 | Non disputato  | Non disputato  | Non disputato           |
| 1977      | Eddie Dibbs    | Raúl Ramírez   | 6–0, 6–3                |
| 1978      | Ilie Năstase   | Tom Gullikson  | 6–3, 7–5                |

### Doppio
| Anno      | Vincitori                    | Finalisti                    | Punteggio     |
| --------- | ---------------------------- | ---------------------------- | ------------- |
| 1971      | John Newcombe Tony Roche     | Roy Emerson Rod Laver        | 7–6, 7–6      |
| 1972      | Tom Okker Marty Riessen      | Roy Emerson Rod Laver        | 7–5, 6–4      |
| 1973      | Roy Emerson Rod Laver        | Terry Addison Colin Dibley   | 6–4, 6–4      |
| 1974      | John Alexander Phil Dent     | Tom Okker Marty Riessen      | 4–6, 6–4, 7–5 |
| 1975-1976 | Non disputato                | Non disputato                | Non disputato |
| 1977      | Brian Gottfried Raúl Ramírez | Paul Kronk Cliff Letcher     | 7–5, 6–4      |
| 1978      | Tom Gullikson Gene Mayer     | Bob Carmichael Brian Teacher | 7–6, 6–3      |